# Julian Fellowes
Julian Alexander Kitchener-Fellowes, Baron Fellowes van West Stafford (Caïro, 17 augustus 1949), beter bekend als Julian Fellowes, is een Engels acteur, schrijver, regisseur en scenarioschrijver.

## Achtergrond
Julian Fellowes is geboren in Caïro, Egypte als de jongste zoon van Olwen en Peregrine Edward Launcelot Fellowes, een diplomaat en Arabist die Haile Selassie terug op de troon kreeg tijdens de Tweede Wereldoorlog. Fellowes' vader verliet later de Foreign Office om te gaan werken bij de Royal Dutch Shell. Van 1960 tot 1962 was hij hoofd van Shell in Nigeria. Zijn vrouw en zoons voegden zich daar bij hem. Na de dood van zijn eerste vrouw hertrouwde Peregrine Fellowes in 1982 met Lady Maureen Thérèse Josephine Noel, de dochter van de 4de Graaf van Gainsborough en de weduwe van de 15de Lord Dormer. Peregrine Fellowes stierf op 15 augustus 1999, Lady Maureen op 25 november 2009.

## Educatie
Fellowes studeerde in het Verenigd Koninkrijk: aan Wetherby School, aan St. Philip's, in Wetherby Place, aan Ampleforth College en aan het Magdalene College en de Universiteit van Cambridge, waar hij lid was van de Footlights. Hij studeerde ook aan de Webber Douglas Academy of Dramatic Art in Londen.

## Carrière
Fellowes heeft heel wat geschreven voor televisie, onder andere voor Monarch of the Glen, Our Friends in the North en Aristocrats. In 1991 speelde hij de rol van Neville Marsham in For the Greater Good. Hij speelde tweemaal George IV in de 1982-televisie versie van The Scarlet Pimpernel en werd ook gevraagd voor Sharpe's Regiment, de filmadaptie van het gelijknamige boek van Bernard Cornwell.
In 2004 lanceerde Fellowes een eigen serie genaamd Julian Fellowes Investigates: A Most Mysterious Murder, die hij zelf schreef.
Fellowes verscheen ook in tal van films waaronder in Baby: Secret of the Lost Legend samen met Patrick McGoohan. Hij werd ook gevraagd voor Damage, Place Vendome, en Tomorrow Never Dies. Hij schreef ook het script voor Gosford Park, geregisseerd door Robert Altman; hiermee won hij een Oscar voor Beste Scenario in 2002. Later, in 2005, maakte Fellowes zijn debuut als regisseur met de film Separate Lies, waarmee hij een prijs won voor Best Directorial Debut.
In 2004 publiceerde Fellowes zijn eerste boek, Snobs, dat zich concentreert op de sociale nuances van de bovenste klasse. Snobs werd een Sunday Times Best Seller. Ook Past Imperfect (2009) werd een Sunday Times Best Seller.
Fellowes schreef het script voor de serie Downton Abbey, die vanaf 2010 tot 2015 op de Britse TV is uitgezonden en wereldwijd tientallen miljoenen kijkers heeft gehaald. Ook de scripts voor de vervolgfilms Downton Abbey (2019) en Downton Abbey: A New Era (2022) zijn van zijn hand. Zijn roman Belgravia uit 2016 werd in 2020 ook uitgebracht als de televisieserie Belgravia.

## Familie
Op 28 april 1990 trouwde Fellowes met Emma Joy Kitchener, de achterachternicht van de 1ste Graaf Kitchener. Ze hebben één zoon, Peregrine, geboren in 1991. Op 12 januari 2011 werd Fellowes verheven in de adelstand tot Baron 'Fellowes of West Stafford', van West Stafford in het graafschap van Dorset. De volgende dag nam hij voor de conservatieven plaats in het 'House of Lords'.